# Прапор Хакасії
Прапор Республіки Хакасія є державним символом Республіки Хакасія. Прийнятий Парламентом Республіки 6 червня 1992 року. Зі змінами від 25 листопада 2002 року й 24 вересня 2003 року. 

## Опис
Прапор Республіки Хакасія являє собою прямокутне полотнище, що складається із чотирьох смуг. Три рівновеликі смуги розташовані горизонтально в послідовності: верхня — синього, середня — білого й нижня — червоного кольору. Четверта смуга, зеленого кольору, розташовується вертикально, безпосередньо біля древка, поєднуючи горизонтальні смуги. У середині зеленої смуги зображений солярний знак золотавого кольору.
Співвідношення сторін прапора — 1:2.